# Armoy (Haute-Savoie)
Armoy település Franciaországban, Haute-Savoie megyében. Lakosainak száma 1501 fő (2022. január 1.). Armoy Allinges, Féternes, Lyaud, Marin és Thonon-les-Bains községekkel határos.

## Népesség
A település népességének változása:
| Lakosok száma | 1275 | 1310 | 1359 | 1295 | 1287 | 1359 | 1398 | 1441 | 1501 |
|               | 2013 | 2015 | 2016 | 2017 | 2018 | 2019 | 2020 | 2021 | 2022 |